# Cam (rivière du Hertfordshire)
Pour les articles homonymes, voir Cam.
La Cam est une rivière de 65 km de long dans l'est de l'Angleterre, au Royaume-Uni. Elle prend sa source à Ashwell dans le Hertfordshire et se jette dans la rivière Great Ouse à 4 km au sud de la ville d'Ely.

## Étymologie
La Cam s'appelait initialement Granta, d'après le nom anglo-saxon de la ville de Grantebrycge. Mais lorsque cette dernière fut rebaptisée Cambridge, la rivière a été également renommée.

## Géographie
La Cam et par la suite la rivière Great Ouse permettent de relier Cambridge au réseau de canaux d'Angleterre et à la mer du Nord à King's Lynn. 
Le conservatoire de la rivière Cam est chargé depuis 1702 de maintenir celle-ci navigable. Il est responsable des trois écluses au nord-est de Cambridge : Jesus Lock, Baits Bite Lock et Bottisham Lock.  La partie située en amont de l'écluse de Jesus Lock est appelée Top River (haute rivière) et remonte jusqu'au village de Grantchester. Cette partie de la rivière n'est utilisable que par les punts et les bateaux à l'avirons. La partie entre Jesus Lock et Mill Pond inclut les Backs qui est un endroit apprécié par les touristes car on peut avoir une bonne vue de plusieurs collèges. La partie au nord de l'écluse de Baits Bite Lock est appelée Lower River (basse rivière).
Entre l'écluse de Jesus Lock et celle de Bottisham Lock, la Cam est utilisée pour les entraînements des équipes d'aviron de l'université de Cambridge. 

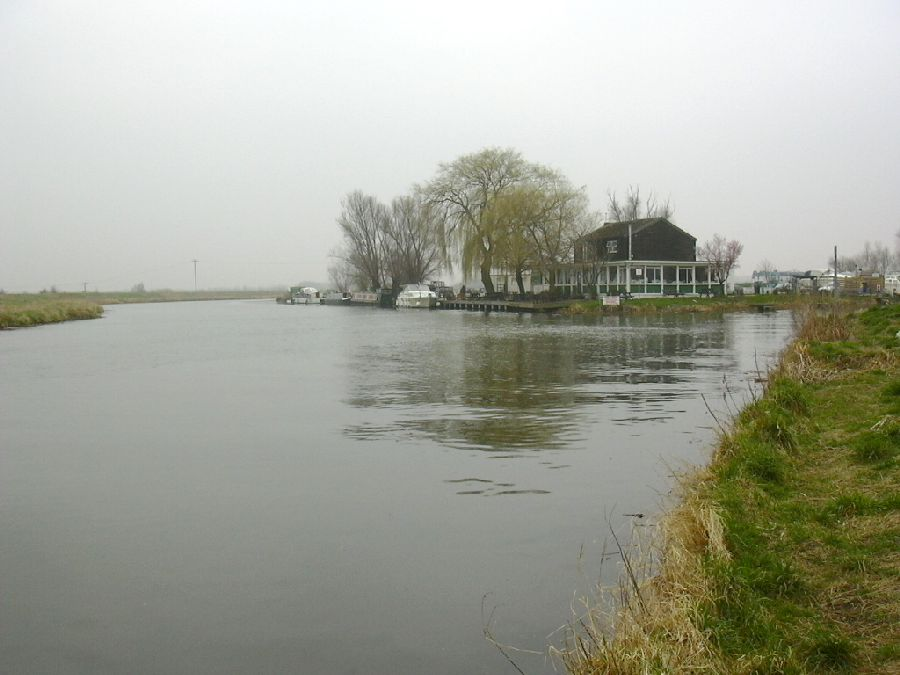
Confluence de la Cam (à gauche) et de la rivière Great Ouse.

## Affluents
Le bassin de la Cam regroupe de nombreux affluents. Certains portent le même nom bien qu'ils soient distincts.

Les deux principaux affluents de la Cam sont le Granta et le Rhee mais ils sont aussi officiellement connus sous le nom de Cam. Le Rhee prend sa source à Ashwell dans l'Hertfordshire et parcourt une vingtaine de kilomètres à travers le sud du Cambridgeshire. L'affluent le plus long, le Granta, prend sa source près du village de Widdington dans l'Essex et rejoint le Rhee à environ 1,5 km au sud de Grantchester. Un autre affluent, également appelé Granta et long d'une quinzaine de kilomètres, se jette dans le Granta majeur au sud de Great Shelford.
Un dernier affluent mineur, le Bourn Brook, prend sa source à Eltisley à 15 km à l'ouest de Cambridge et se jette dans la Cam à Byron's Pool, où le fameux poète Lord Byron est censé avoir nagé.

## Camelot
Dans certaines versions de la légende arthurienne, Camelot est situé sur une colline surplombant la rivière.